# دروژبا، اوکراین
دروژبا (اوکراینی: Дру́жба, تلفظ می‌شود [ˈdruʒbɐ], lit. دوستی; پیش از ۱۹۶۲: Khutir-Mykhailivskyi) در شهری استان سومی در کشور اوکراین واقع شده‌است. جمعیت این شهر ۴,۵۹۴ نفر (۲۰۲۱ تخمینی) است.